# Thamnea
Thamnea es un género con ocho especies descritas de plantas  perteneciente a la familia Bruniaceae.

## Taxonomía
El género fue descrito por Sol. ex Brongn.  y publicado en Annales des Sciences Naturelles (Paris) 8: 386. 1826. La especie tipo es: Thamnea uniflora

## Especies
| - Thamnea depressa - Thamnea diosmoides - Thamnea gracilis - Thamnea hirtella | - Thamnea laxa - Thamnea massoniana - Thamnea thesioides - Thamnea uniflora |